# Cosmosoma sitiona
Cosmosoma sitiona là một loài bướm đêm thuộc phân họ Arctiinae, họ Erebidae.